# Публій Корнелій Сципіон (консул 16 року до н.е.)
Пу́блій Корне́лій Сципіо́н (лат. Publius Cornelius Scipio; близько 48 до н. е. — 2 до н. е.) — політичний і державний діяч Римської імперії, консул 16 року до н. е.

## Життєпис
Походив з патриціанського роду Корнеліїв, його гілки Сципіонів. Син Скрибонії та Публія Корнелія Сципіона Сальвіто.
У 25 році до н. е. імовірно був квестором і пропретором в Ахаї. У 16 році до н. е. його було обрано консулом разом з Луцієм Доміцієм Агенобарбом. З 8 по 7 рік до н. е. обіймав посаду проконсула провінції Азія. Помер 2 року до н. е., згідно деяких джерел дата його смерті невідома.

## Родина
Імовірно мав 2 синів, ім'я яких не збереглися, і дочку Корнелію, яка була одружена з Луцієм Волузієм Сатурніном, консулом-суффектом 3 року. Є також припущення, що він мав лише єдину дочку, а синів у нього не було.